# Comté de Surrey (Jamaïque)
Pour les articles homonymes, voir Surrey.

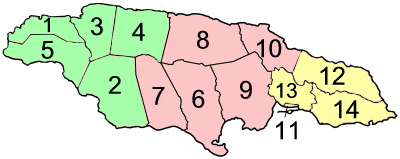
Le comté de Surrey en jaune sur la carte de la Jamaïque

Surrey est l'un des comtés de la Jamaïque.
Le comté comprend les 4 paroisses suivantes :
- Paroisse de Kingston (11) (Kingston)
- Paroisse de Portland (12) (Port Antonio)
- Paroisse de Saint Andrew (13) (Half Way Tree)
- Paroisse de Saint-Thomas (14) (Morant Bay)